# Tickad

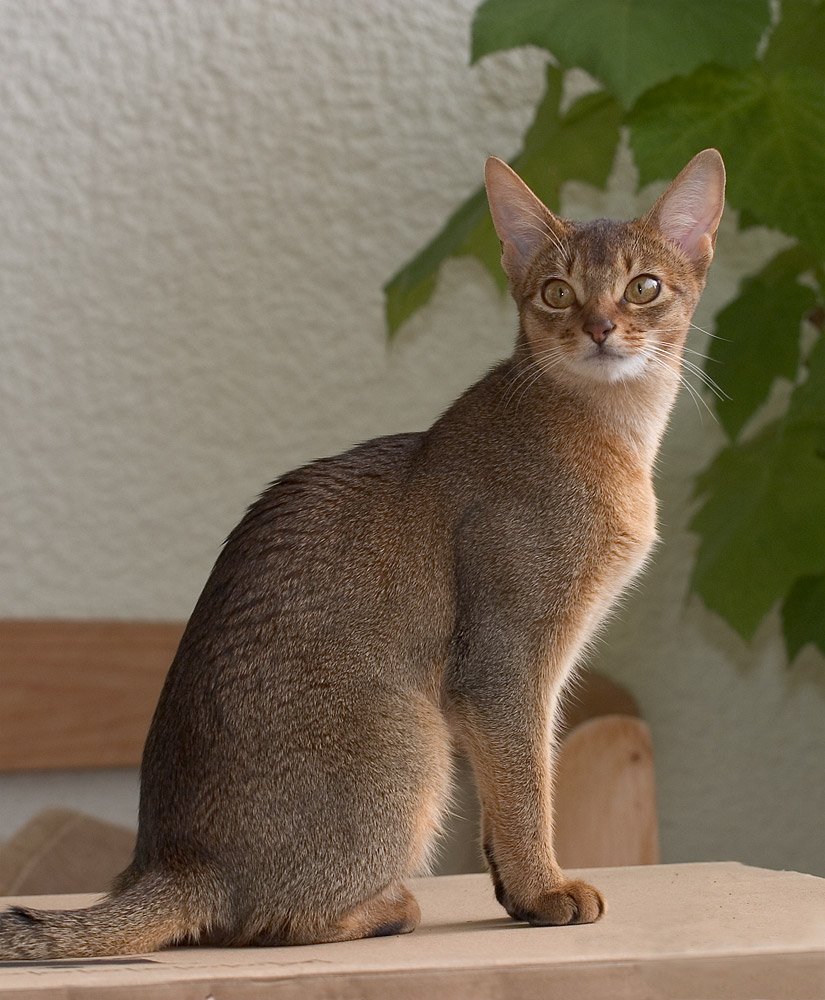
Viltfärgad abessinier.

Tickad är ett mönster i pälsen på en katt. Hårstråna på en tickad katt är ljusa med ränder i en mörkare nyans, vilket ger en viltfärgad päls som liknar harens. Katten kan ha smala ränder på ben, svans och i ansiktet. Tickad är en av de agoutifärger som förekommer på katter, tillsammans med tabby, tigré och spotted. Genetiskt sett är tickat mönster ofullständigt dominant över tigré och tabby. Mönstret är vanligast på kattraserna abessinier och somali, men förekommer också på andra raser.